# Сент-Клер (округ, Іллінойс)
Шаблон:StateAbbr_ 38°28′ пн. ш. 89°56′ зх. д. / 38.47° пн. ш. 89.93° зх. д.
Округ  Сент-Клер (англ. St. Clair County) — округ (графство) у штаті  Іллінойс, США. Ідентифікатор округу 17163.

## Історія
Округ утворений 1790 року.

## Демографія
За даними перепису 
2000 року 
загальне населення округу становило 256082 осіб, зокрема міського населення було 228837, а сільського — 27245.
Серед мешканців округу чоловіків було 122314, а жінок — 133768. В окрузі було 96810 домогосподарств, 67323 родин, які мешкали в 104446 будинках.
Середній розмір родини становив 3,13.
Віковий розподіл населення поданий у таблиці:
| Стать    | До 15 років | 15-21 | 22-29 | 30-39 | 40-49 | 50-65 | 65-85 | Понад 85 |
| -------- | ----------- | ----- | ----- | ----- | ----- | ----- | ----- | -------- |
| Чоловіки | 29813       | 13113 | 12166 | 18110 | 19037 | 16835 | 12163 | 1077     |
| Жінки    | 28779       | 12766 | 13164 | 19548 | 20498 | 18544 | 17377 | 3092     |

## Суміжні округи
- Медісон — північ
- Клінтон — північний схід
- Вашингтон — схід
- Рендолф — південь
- Монро — південний захід
- Сент-Луїс (місто), Міссурі — захід
- Сент-Луїс, Міссурі — захід

## Виноски
1. ↑  US Decennial Census. US Census Bureau. Процитовано 8 липня 2014.
2. ↑  Historical Census Browser. University of Virginia Library. Архів оригіналу за 11 серпня 2012. Процитовано 8 липня 2014.
3. ↑  Population of Counties by Decennial Census: 1900 to 1990. US Census Bureau. Процитовано 8 липня 2014.
4. ↑  Census 2000 PHC-T-4. Ranking Tables for Counties: 1990 and 2000 (PDF). US Census Bureau. Процитовано 8 липня 2014.
5. ↑  State & County QuickFacts. US Census Bureau. Архів оригіналу за 7 червня 2011. Процитовано 8 липня 2014. [Архівовано 2011-06-07 у Wayback Machine.](англ.) Наведено за англійською вікіпедією.
6. ↑  QuickFacts. Madison County, Illinois. United States Census Bureau. Процитовано 9 серпня 2019.
7. ↑  American FactFinder. Бюро перепису населення США. Архів оригіналу за 26 лютого 2012. Процитовано 31 січня 2008. [Архівовано 2008-05-21 у Wayback Machine.]

| США | Це незавершена стаття з географії США. Ви можете допомогти проєкту, виправивши або дописавши її. |